# Johann Friedrich Christian Hess

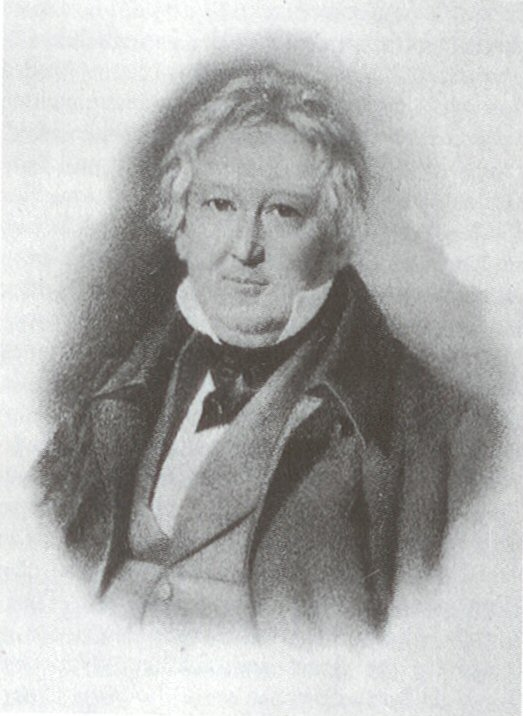
Johann Friedrich Christian Hess

Johann Friedrich Christian Hess (zuweilen auch Heß) (* 6. März 1785 in Kirchheim an der Weinstraße; † 21. August 1845 in Frankfurt am Main) war ein deutscher Architekt des Klassizismus und von 1816 bis 1843 als Nachfolger seines Vaters Johann Georg Christian Hess Stadtbaumeister von Frankfurt am Main.

## Leben und Werk
Hess wurde in Kirchheim an der Weinstraße geboren, wo sein Vater zu der Zeit Bauinspektor war, kam jedoch schon 1787 nach Frankfurt am Main. Er studierte 1802 bis 1804 an der École polytechnique in Paris. Nach seinem Studium unternahm er mehrere ausgedehnte Studienreisen durch Italien, bevor er 1815 Adjunkt in Frankfurt wurde und am 26. Januar 1816 die Nachfolge seines Vaters als Stadtbaumeister antrat. Hess war Mitbegründer und angesehenes Mitglied zahlreicher Frankfurter Institutionen, darunter der Frankfurter Museumsgesellschaft (1808) und der Polytechnischen Gesellschaft (1816). Am 15. April 1807 wurde er von der Frankfurter Freimaurerloge Zur Einigkeit, zu deren Brüdern bereits sein Vater zählte, als Mitglied angenommen, nachdem er schon zuvor bei seinen Studienaufenthalten in Paris oder Italien in den Bund der Freimaurer aufgenommen worden war.

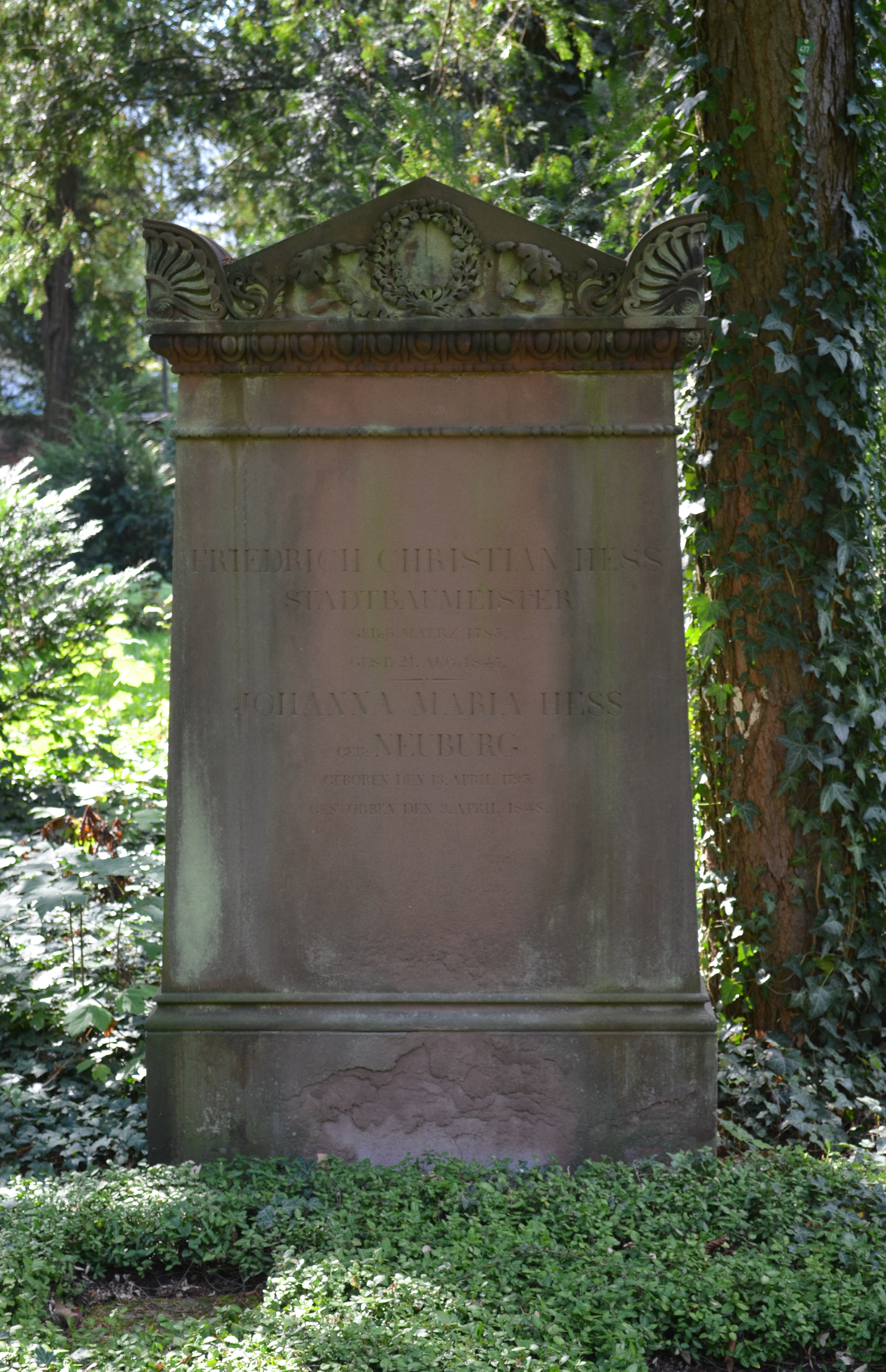
Ehrengrab auf dem Frankfurter Hauptfriedhof

Bereits 1809 hatte sein Vater Christian Hess ein neues Baustatut für Frankfurt konzipiert, das durch den damaligen Großherzog von Frankfurt Carl Theodor von Dalberg in Kraft gesetzt wurde. Darin waren unter anderem die Bebauungspläne für die nach dem Schleifen der alten Frankfurter Stadtbefestigung entstandenen neuen Stadtviertel im Westen, Norden und Osten der Stadt festgelegt. Alle Häuser mussten nach den Prinzipien des Klassizismus in einfachen, symmetrischen Formen errichtet werden. Die früher für Frankfurt charakteristischen Architekturelemente – steile Giebeldächer, Zwerchhäuser, Überhänge, Erker und Mansarden – wurden verboten. Bis 1815 hatten jedoch die hohen Kontributionen, die Frankfurt nach der französischen Besatzung in den Jahren 1792 und 1796 hatte leisten müssen, sowie die Wirtschaftskrise im Gefolge der Kontinentalsperre, eine rege Bautätigkeit verhindert. Das änderte sich, als die Stadt nach dem Wiener Kongress ihre Unabhängigkeit als Freie Stadt wiedererlangte. In den 27 Jahren der Amtszeit von Christian Hess entstand eine große Zahl öffentlicher und privater klassizistischer Bauten. Viele dieser Bauten gingen bereits in der Gründerzeit verloren, andere fielen dem Zweiten Weltkrieg zum Opfer.
Hess ging 1843 aus gesundheitlichen Gründen in den Ruhestand und starb am 21. August 1845 in Frankfurt. Sein Grab befindet sich auf dem Hauptfriedhof (Gewann D, Grab 457) und ist heute ein Ehrengrab. Es steht als Kulturdenkmal unter Denkmalschutz. Er war verheiratet mit Johanna Neuburg, einer Tochter von Johann Georg Neuburg.

### Erhaltene oder wiederhergestellte Bauwerke
- 1810/1811: Affentorhäuser in Sachsenhausen
- 1820 bis 1825: Die Alte Stadtbibliothek, nach Kriegszerstörung 1944 von 2003 bis 2005 wiederaufgebaut, heute Sitz des Literaturhauses Frankfurt.
- 1816 bis 1833: Vollendung der Paulskirche, insbesondere des Turmes.
- 1820/21: Bürgervillen Untermainkai 14 (für Simon Moritz von Bethmann) und 15 (für Joseph Isaak Speyer). Das Haus Nr. 14 wurde 1846 von Mayer Carl von Rothschild erworben und als Rothschild-Palais bekannt. Beide Häuser kamen 1928 in den Besitz der Stadt Frankfurt. Nach dem Krieg zunächst Sitz der Stadt- und Universitätsbibliothek und später einer Außenstelle des Historischen Museums, sind sie seit 1988 Sitz des Jüdischen Museums.
- 1823: Bürgervilla auf dem ehemaligen Degussa-Gelände am Mainkai, heute Hermann-Schlosser-Haus (eine der drei in Frankfurt erhaltenen klassizistischen Villen)
- 1829: Landhausvilla für den Kaufmann Samuel Passavant (1787–1855) in Frankfurt-Bockenheim, heute durch einen Kindergarten genutzt.

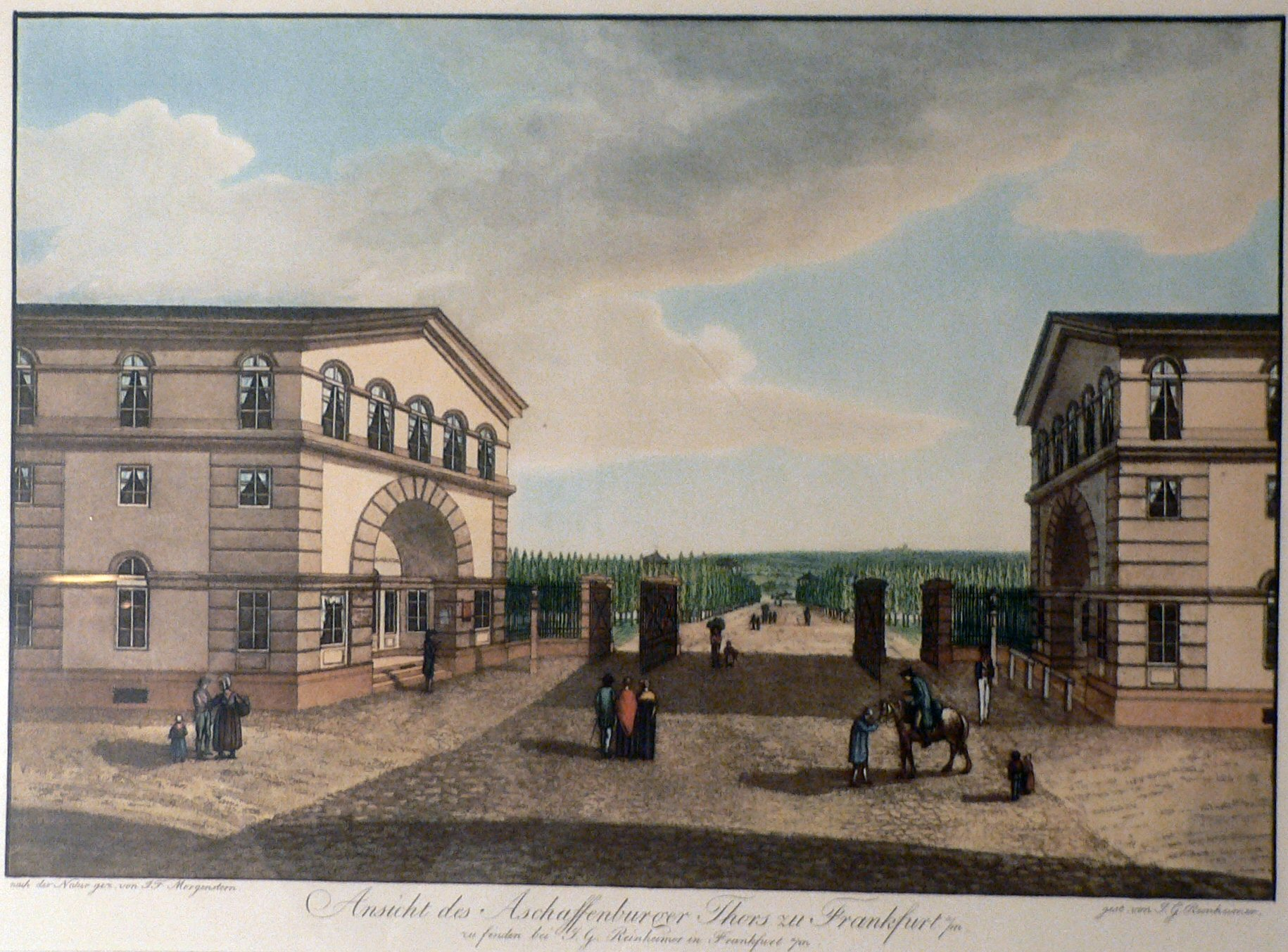
Affentorhäuser in Sachsenhausen
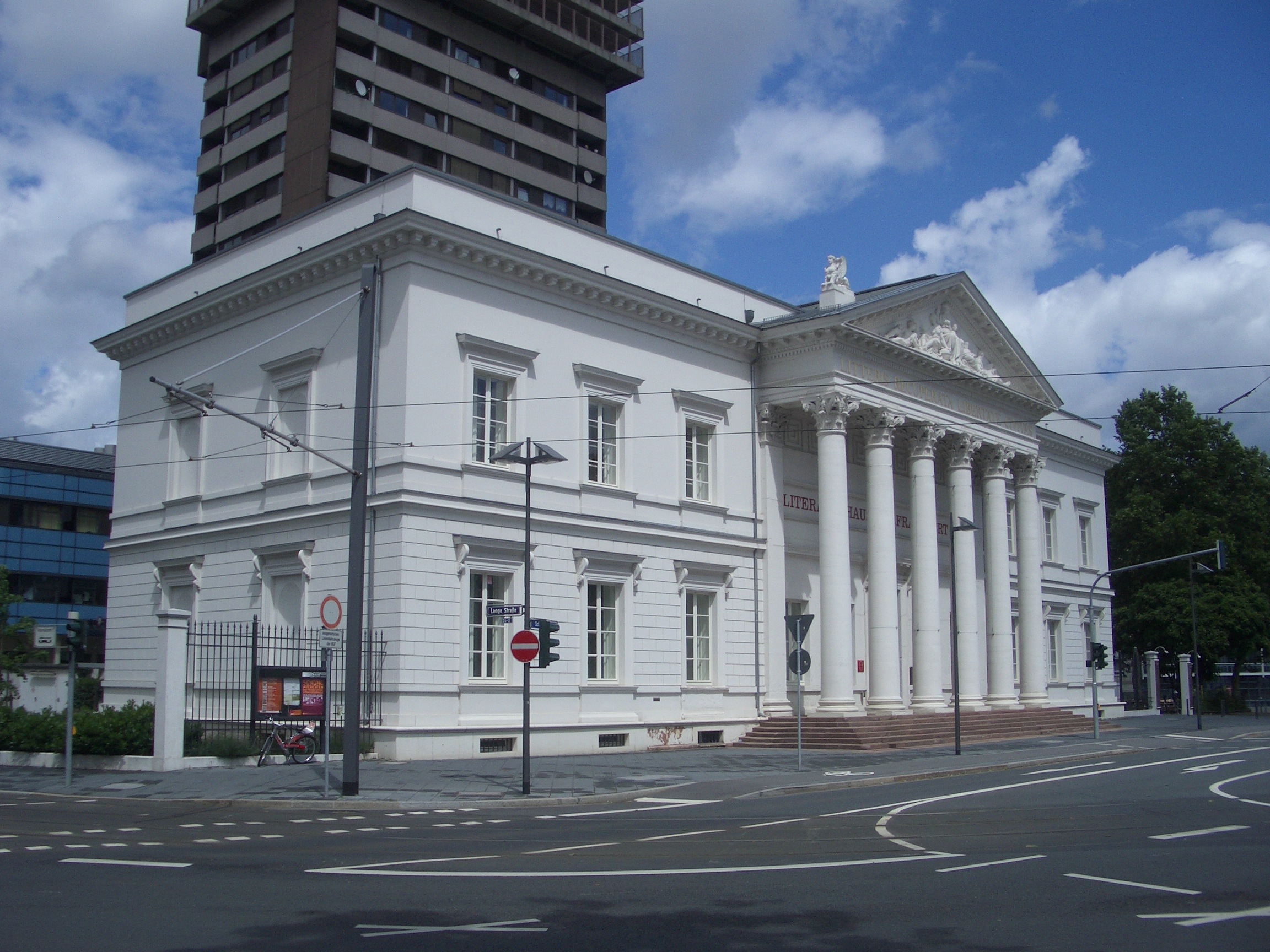
Alte Stadtbibliothek
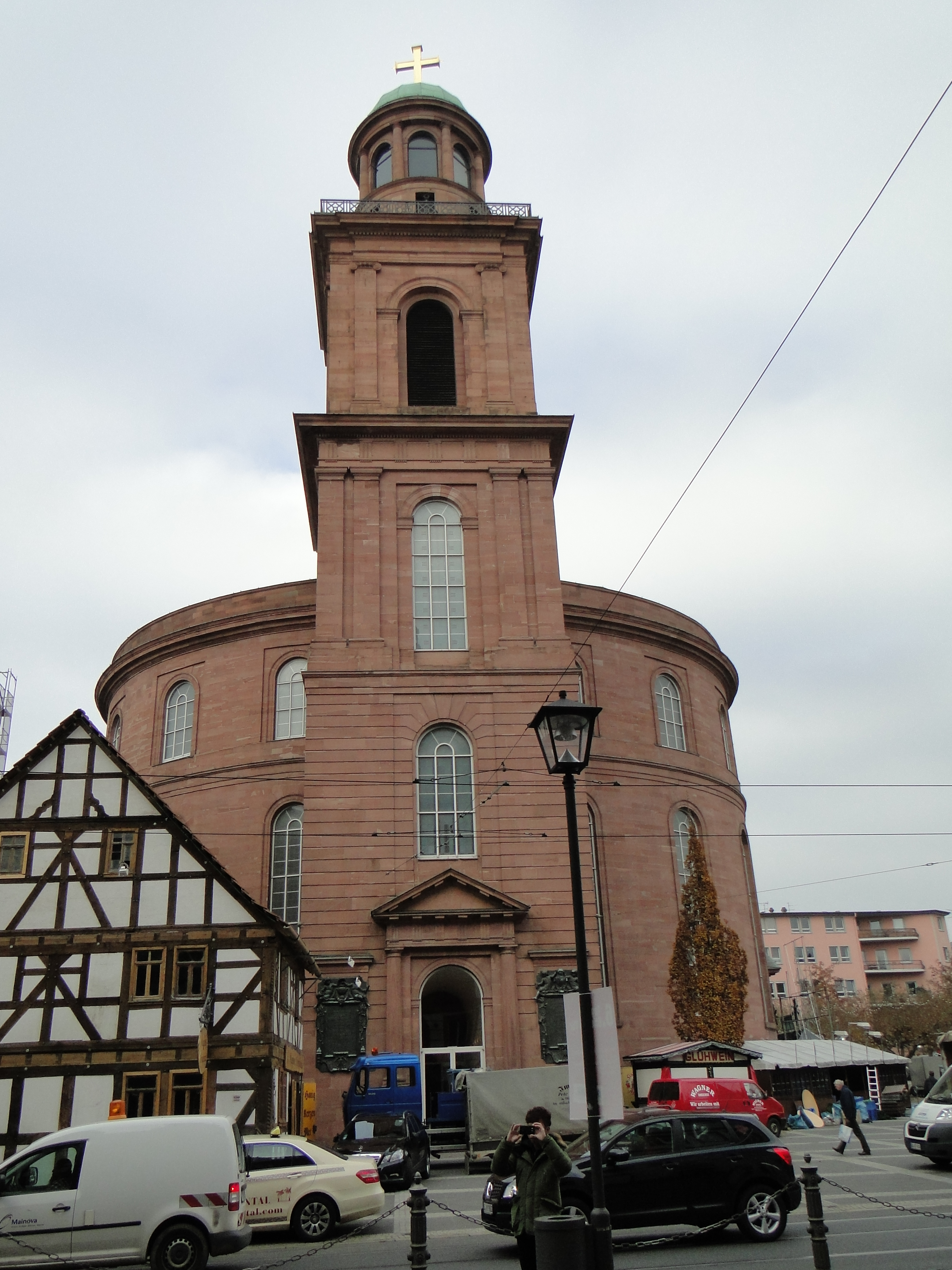
Turm der Frankfurter Paulskirche
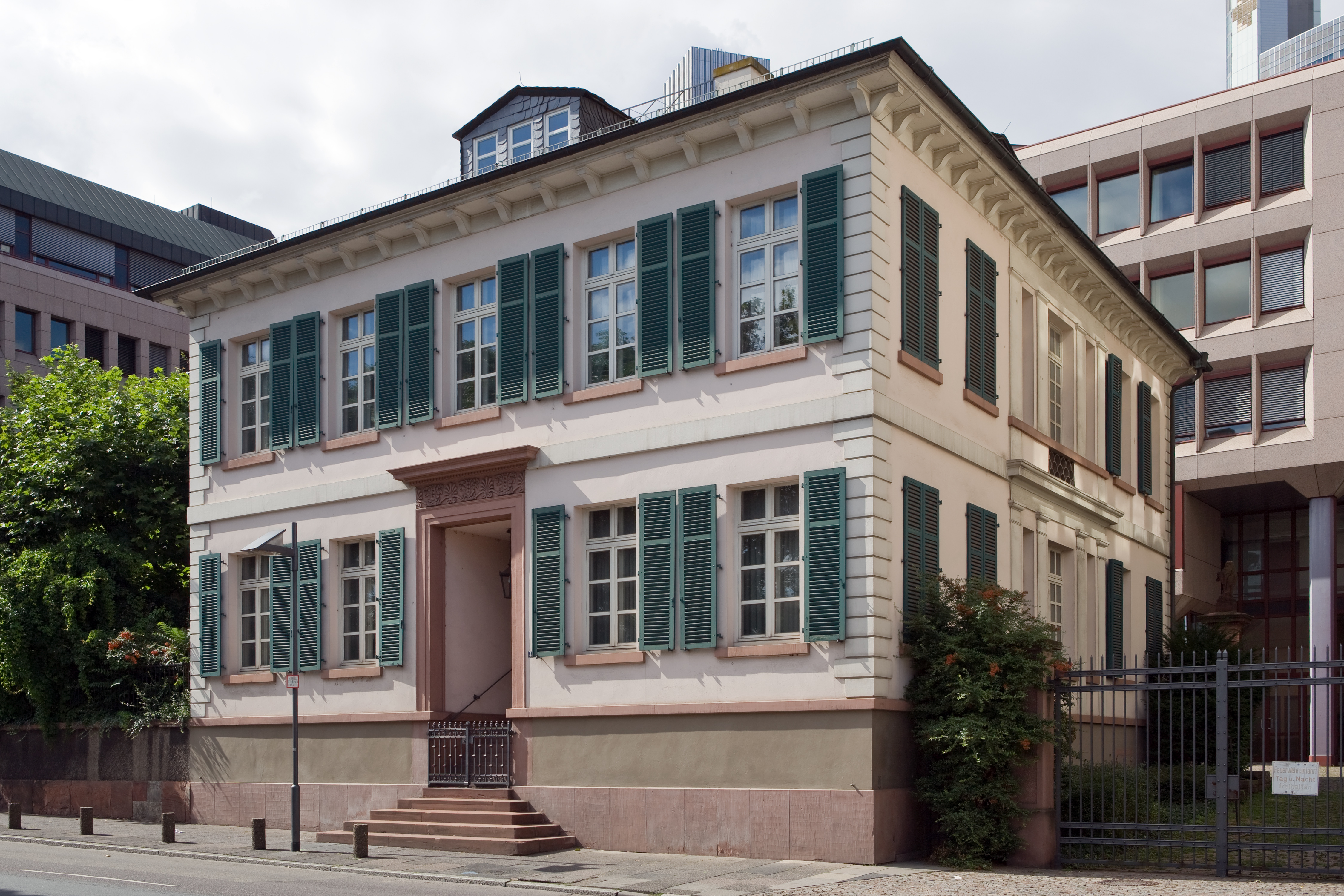
Hermann-Schlosser-Haus
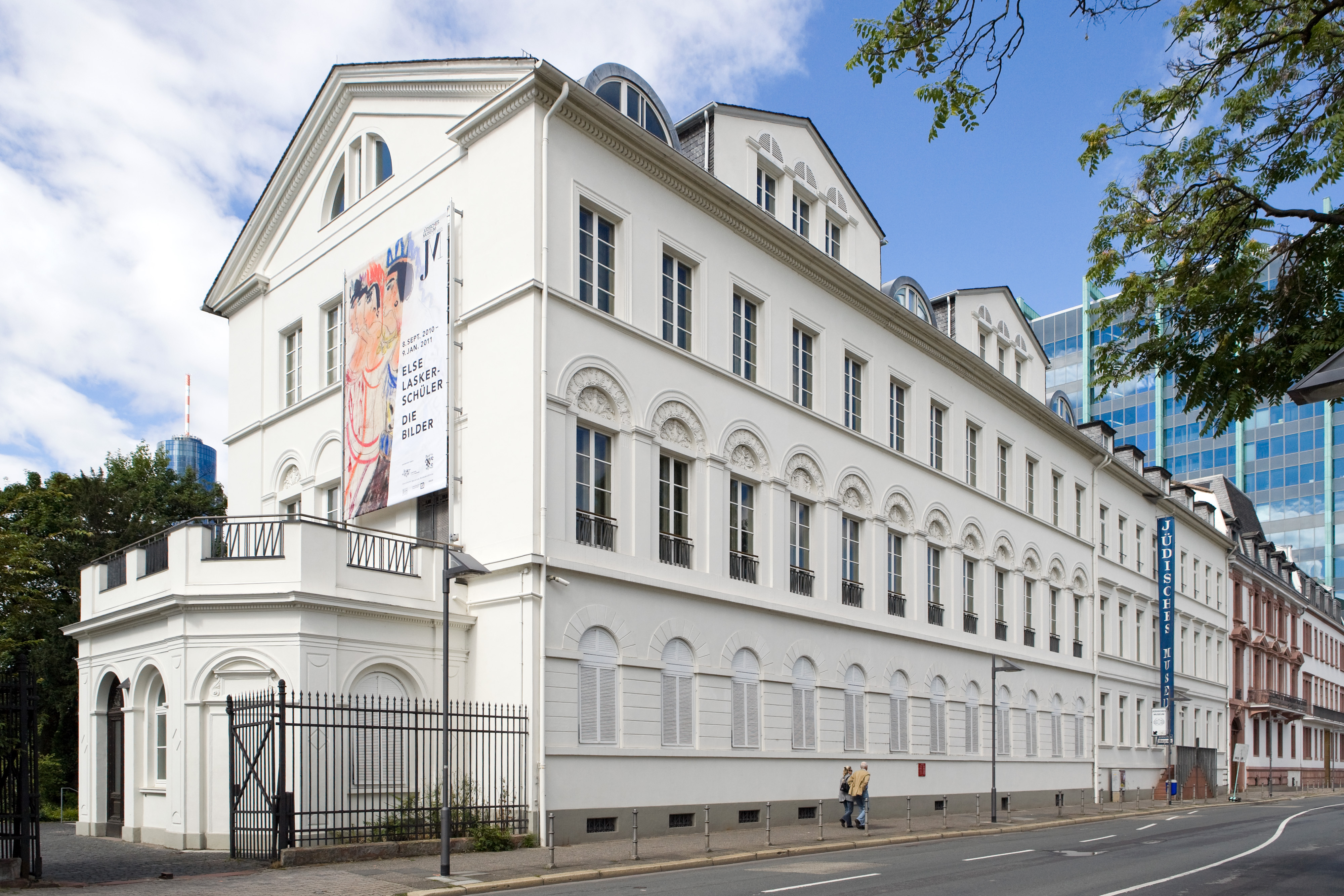
Rothschild-Palais
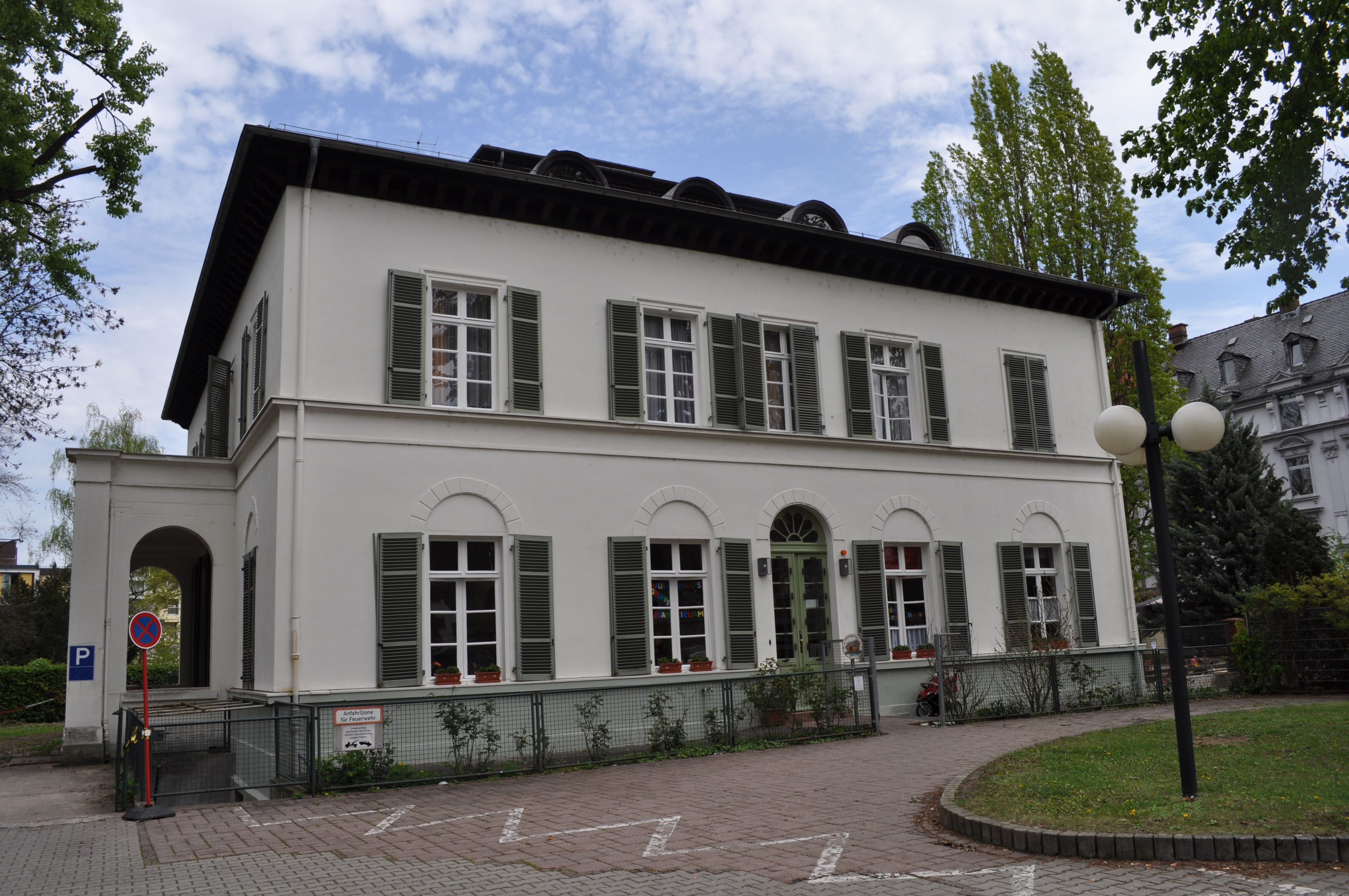
Landhaus Passavant, Frankfurt-Bockenheim